# تشارلي ألدريش
تشارلي ألدريش (بالإنجليزية: Charlie Aldrich)‏ هو موسيقي وعازف قيثارة ومغني وكاتب أغاني أمريكي، (و. 1918 – 2015 م).